# Neal Hefti
Neal Hefti (ur. 29 października 1922 w Hastings, Nebraska, zm. 11 października 2008 w Toluca Lake, Kalifornia) – amerykański muzyk jazzowy, trębacz, kompozytor.